# Aphamartania pritchardi
Aphamartania pritchardi är en tvåvingeart som beskrevs av Carrera 1943. Aphamartania pritchardi ingår i släktet Aphamartania och familjen rovflugor. Inga underarter finns listade i Catalogue of Life.